# 김대성 (건축가)
김대성(金大城, 700년~775년 1월 8일(음력 774년 12월 2일))은 신라 경덕왕 시대의 재상·건축가·조각가이다.

## 생애
김대성은 신라의 도읍지인 서라벌(현재의 대한민국 경상북도 경주시)에서 신라 시대에 중시(中侍)를 역임한 재상인 김문량(金文亮, 생년 미상 ~ 711년)의 아들로 태어났다. 745년부터 749년까지 이찬(伊飡)의 중시(中侍)를 지냈다. 751년부터 774년까지 부모의 장수와 국가의 안녕을 위하여 불국사(佛國寺)·석불사(石佛寺, 현재의 석굴암(石窟庵))·장수사(長壽寺) 등을 창건했다고 한다. 일연의 《삼국유사》에서는 김대성에 관한 설화가 전한다.

## 김대성과 관련된 설화
김대성은 경주 모량리(牟梁里)에 살고 있던 가난한 여인인 경조(慶祖)의 아들로 태어났는데 머리가 크고 성처럼 넓다고 해서 이름을 '대성'(大城)이라고 지었다고 한다. 경조는 집안이 가난해서 아들을 키울 수가 없었기 때문에 김대성은 복안(福安)이라는 부자가 살고 있던 집에서 품팔이를 했고 복안으로부터 밭을 주면서 살았다고 한다.
불교도였던 김대성은 흥륜사(興輪寺)의 점개(漸開) 스님으로부터 "보시(布施)를 좋아하면 항상 천신(天神)의 보호를 받게 되고 하나를 보시하면 만 배의 이익을 얻어서 안락하고 장수하게 되리라."라는 말씀을 듣게 된다. 어느날 점개 스님이 복안이 살고 있던 집에 시주를 받으러 왔는데 복안은 점개 스님에게 베 50필을 부처님에게 바치겠다는 말씀을 전달했다. 이에 점개 스님은 복안이 큰 복을 받게 될 것이라는 말씀을 전달했고 김대성은 품팔이를 통해 복안으로부터 받았던 밭을 부처님에게 바치게 된다.
김대성은 얼마 지나지 않아서 죽고 말았지만 하늘에서 "모량리의 대성이가 지금 너의 집에 환생하리라."라는 소리가 내려오면서 김문량의 집에서 다시 태어나게 된다. 얼마 지나지 않아서 김문량의 아내가 아들을 낳았는데 아들의 왼손에는 '대성'(大城)이라는 글자가 새겨진 금빛 쇠붙이를 쥐고 있었다. 이에 김문량은 아들의 이름을 '대성'(大城)이라고 지었다고 한다.
어느 날 김대성은 토함산에서 곰을 사냥한 다음에 산 밑에 위치한 마을에서 잠을 자고 있었는데 꿈 속에서 귀신으로 변한 곰이 김대성에게 "김대성이 곰을 죽였으니 곰도 김대성을 잡아먹으리라."라는 원망 섞인 소리를 전달하게 된다. 이에 놀란 김대성은 곰에게 용서를 빌었고 곰은 김대성에게 자신을 위한 사찰을 지어줄 것을 부탁했다고 한다. 잠에서 깨어난 김대성은 사냥을 멈추고 불교의 가르침을 따르기로 결심했고 곰을 사냥했던 자리에 장수사를 세웠다고 한다. 김대성은 현세의 부모를 위해 불국사를 건립했고 전세의 부모를 위해 석불사를 건립했다고 한다.

## 같이 보기
- 한국의 역사